# Чарльз Форбс
Чарльз Мортон Форбс (англ. Charles Morton Forbes; 22 листопада 1880 — 28 серпня 1960) — британський воєначальник, флотоводець, адмірал флоту Королівського військово-морського флоту Великої Британії (1940). Учасник Першої та Другої світових воєн. 1894 році розпочав службу у Королівських ВМС, за часів Першої світової брав участь у морських боях Дарданельської операції та в Ютландській битві. На початку Другої світової командував Домашнім флотом імперії, котрий зазнав серйозних втрат під час Норвезької кампанії. З травня 1941 року очолив морське командування в Плімуті, відповідав за оборону південного узбережжя Англії. У серпні 1943 року пішов у відставку.

## Біографія
Військова кар'єра
- 15 липня 1894 — кадет ВМС
- 15 липня 1896 — мічман
- 15 січня 1900 — суб-лейтенант
- 15 січня 1901 — лейтенант
- 31 грудня 1912 — командер
- 30 червня 1917 — капітан
- 5 жовтня 1928 — контр-адмірал
- 21 січня 1933 — віце-адмірал
- 19 серпня 1936 — адмірал
- 8 травня 1940 — адмірал флоту

### Перші роки служби
Чарльз Мортон Форбс народився 22 листопада 1880 року в родині Джеймса та Керолайн Форбс. Пройшов навчальні курси в Академії Долара та Істменській Королівській військово-морській академії. 15 липня 1894 року поступив морським кадетом на навчальний корабель «Британія», де пройшов морську підготовку. 15 липня 1896 року отримав перше звання мічман і у вересні 1896 року здобув призначення на лінійний корабель «Магніфішент», що входив до сил Флоту Каналу. У січні 1898 року переведений на Тихоокеанську станцію офіцером на панцерний крейсер «Імперіус». У січні 1900 року повернувся до Сполученого Королівства. 15 січня 1901 року став лейтенантом флоту і призначений на лінійний корабель «Роял Оак» у Середземноморському флоті Британської імперії.

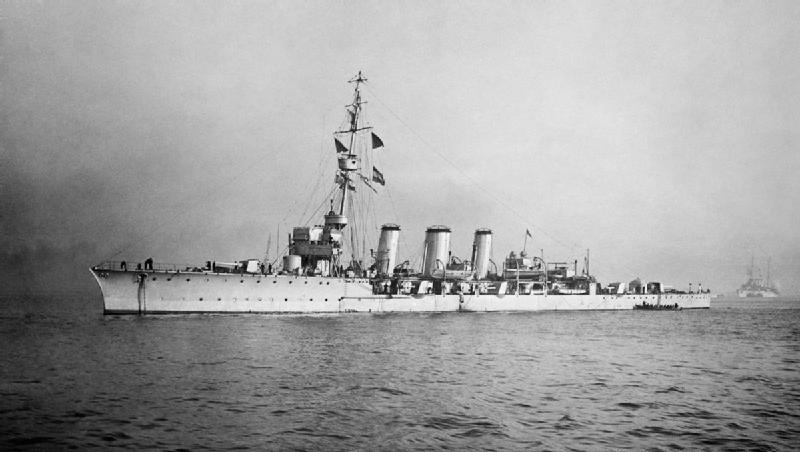
Легкий крейсер «Галатея»

У квітні 1902 року Форбс переведений на інший корабель Середземноморського флоту — панцерний крейсер «Абукір». З 1903 року проходив навчання в морській артилерійській школі «Екселент», по завершенні якого відправлений для подальшого проходження служби до іншої артилерійської школи «Кембрідж». У травні 1905 року після підвищення кваліфікації Форбс прибув для подальшої служби на панцерний крейсер «Карнарвон» Середземного флоту, звідкіля у травні 1908 року відряджений служити артилерійським офіцером на лінійний корабель «Домініон» у флоті Каналу.
У жовтні 1910 року продовжив службу у штабі Інспекції з практичних стрільб флоту. У лютому 1911 року став артилерійським офіцером на дредноуті «Сьюперб» Флоту Метрополії. 31 грудня 1912 року йому присвоєне звання командера й на початку 1913 року Форбса відправлено в артилерійську школу «Екселент».

### Перша світова війна

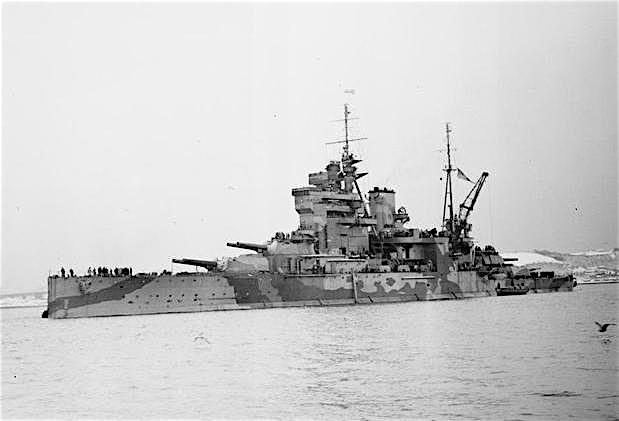
Лінійний корабель «Квін Елізабет»

У листопаді 1914 року командер Форбс став начальником штабу на лінійному кораблі «Квін Елізабет» Середземноморського флоту і з квітня 1915 року брав участь у підтримці Дарданельської операції. З жовтня 1915 року його призначено флаг-командером на флагманському кораблі адмірала сера Джона Джелліко, командувача Великим флотом, лінкорі «Айрон Дюк». У травні 1916 року він брав участь у найбільшій морській битві Першої світової війни — Ютландській. За бойові заслуги у цій битві 15 вересня 1916 року Форбс нагороджений орденом «За видатні заслуги».
У лютому 1917 року Форбс став флаг-командером заступника командувача Великим флотом адмірала сера Чарльза Маддена на лінійному кораблі «Рівендж». 30 червня 1917 року йому присвоєне звання кептен, а з липня він вперше очолив свій власний корабель — крейсер «Галатея».

### Міжвоєнний час
Після завершення війни Чарльз Форбс продовжував службу у складі Комітету озброєння ВМС, звідкіля поступив на навчання на курси підготовки старших офіцерів Королівського військово-морського коледжу, по завершенні якого призначений заступником директора штабного коледжу ВМС. У червні 1923 року став флаг-капітаном командувача Атлантичного флоту на лінійному кораблі «Квін Елізабет», а з жовтня 1924 року — флаг-капітаном командира 3-ї ескадри лінкорів на лінійному кораблі «Айрон Дюк». З червня 1927 року — директор військово-морських озброєнь Британського адміралтейства.
12 квітня 1928 року кептен Форбс став військово-морським ад'ютантом короля Георга V. 5 жовтня 1928 року йому присвоїли звання контр-адмірал. З серпня 1930 року командир флотилій есмінців Середземноморського флоту на флагманському кораблі легкому крейсері «Ковентрі». У березні 1932 року його призначили Третім морським лордом — Контролером Королівського флоту.
У квітні 1934 року віце-адмірал Форбс очолив 1-шу ескадру лінкорів і одночасно став заступником командувача Середземноморського флоту з флагманським кораблем на «Рівенджі». 3 червня 1935 року його відзначено Лицарем-командором ордену Лазні. У жовтні 1935 року він перегрупував свій флот з Мальти до Александрії з огляду на різке загострення політичної обстановки та загрозу атаки італійського флоту по британських базах у зв'язку з початком Другої італійсько-ефіопської війни.
19 серпня 1937 року Форбсу присвоєне звання адмірал. У квітні 1938 року він став командувачем Домашнього Флоту з флагманським кораблем лінкором «Нельсон».

### Друга світова війна
Другу світову війну адмірал Чарльз Форбс зустрінув у посаді командувача найбільшим флотом Британської імперії, який до того ж виконував найважливіші завдання Королівських ВМС. У грудні 1939 року командувач переніс свій прапор на лінкор «Родні». Весною 1940 року флот Метрополії зазнав величезних втрат у боях з Крігсмаріне: у Норвезькій кампанії були потоплені авіаносець «Глоріос», важкий крейсер «Еффінгам», легкий крейсер «Келью» та вісім есмінців.
9 квітня 1940 року, адмірал Форбс перебував на борту лінійного корабля «Родні» неподалік від Ставангера, коли британський флагман піддався повітряному нападу німецької авіації. Корабель дістав влучення 0,5-тонної авіабомби, що на щастя не вибухнула, а відскочила від броньової палуби та впала в море.

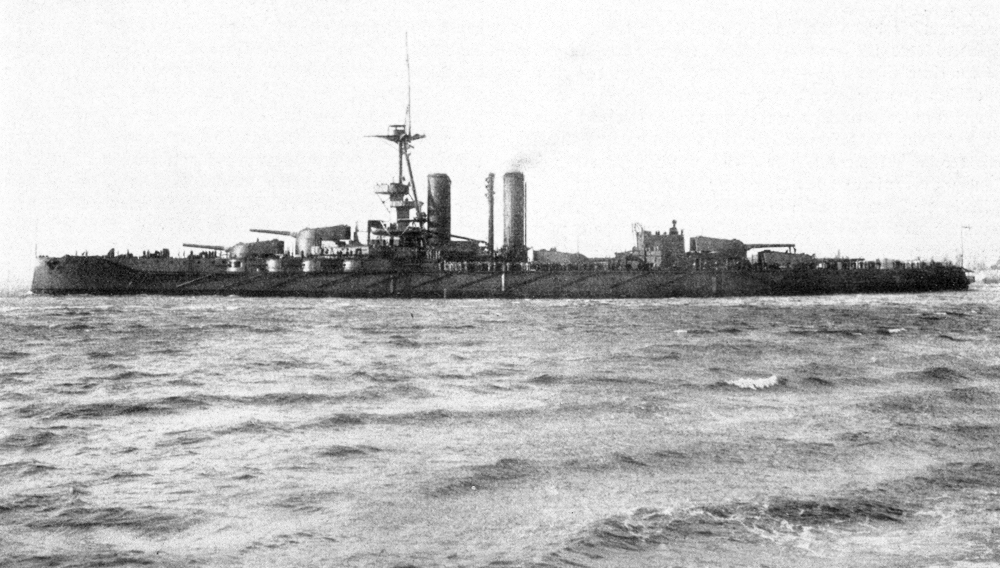
Лінійний корабель «Айрон Дюк»

8 травня 1940 року Чарльзу Форбсу присвоєне вище звання адмірал флоту. 11 липня він відзначений Великим хрестом ордену Лазні.
11 травня 1941 року його призначено головнокомандувачем морського командування в Плімуті, він відповідав за організацію охорони власно ВМБ та навколишнього простору від нападів повітряного противника, планував та проводив атаки на транспортні комунікації та важливі об'єкти німців у Франції, зокрема ініціював рейд на Сен-Назер у березні 1942 року.
24 серпня 1943 року адмірал флоту Чарльз Форбс пішов у відставку і жив у Косенд Палаці у північному лондонському передмісті Вентворті у Сурреї. 28 серпня 1960 року помер у військовому госпиталі королеви Александри в Лондоні.